# Şeref (Vorname)
Şeref ist ein türkischer männlicher Vorname mit der Bedeutung „Ehre, Ansehen, Achtung“; genauere Informationen zum kulturellen Hintergrund dieses Ehrbegriffs finden sich unter Şeref.

## Namensträger
- Şeref Alemdar (1917–unbekannt), türkischer Basketballspieler
- İhsan Şeref Dura (1901–1984), türkischer Generalleutnant und Politiker
- Şeref Eroğlu (* 1975), türkischer Ringer
- Şeref Görkey (1914–2004), türkischer Fußballspieler, -trainer und -funktionär
- Şeref Has (1936–2019), türkischer Fußballspieler und -funktionär
- Şeref Osmanoğlu (* 1989), türkischer Dreispringer ukrainischer Herkunft
- Şeref Özcan (* 1996), deutscher Fußballspieler